# Tomas Nagys
Tomas Nagys (Mažeikiai, 5 marzo 1980) è un ex cestista lituano, professionista in Europa e in Asia.